# Flugplatz Völtendorf

i7
i11
i13
Der Flugplatz Völtendorf (ICAO-Code: LOAD) ist ein österreichischer Flugplatz an der Stadtgrenze zwischen St. Pölten und Ober-Grafendorf. Der Flugplatz befindet sich am Areal des ehemaligen Garnisonsübungsplatzes Völtendorf direkt an der Pielachtal Straße B39 und ist im Privatbesitz der Dietrich Mateschitz Beteiligungs GmbH.

## Verwendung
Der Flugplatz ist zugelassen für Segelflugzeuge, Motorsegler, Motorflugzeuge und Helikopter bis zu zwei Tonnen.
Die Vereine Union Sportfliegerclub, Eisenbahner-Sportverein und Erlauftaler Fliegerclub, die bisher hier starteten, gründeten im Oktober 2008 den Fliegerclub St.Pölten.

## Geschichte
Der Flugplatz wurde im März 1960 eröffnet.
Im Juli 2007 erwarb Dietrich Mateschitz als Privatperson den Flugplatz um 455.000 Euro. Dies war um 200.000 Euro mehr als der Rufpreis war. Ausschlaggebend für den Red Bull-Inhaber war, dass der Sportflugplatz als solcher erhalten blieb und in seiner jetzigen Form weitergeführt wurde.
Ein Jahr später wurde mit dem Umbau der Landebahn begonnen. Die Graspiste wurde mit Kunststoff-Gitterplatten ausgelegt, um Maulwurfshügel möglichst zu verhindern. Dafür wurden bis zu 400.000 Euro veranschlagt.

## Galerie

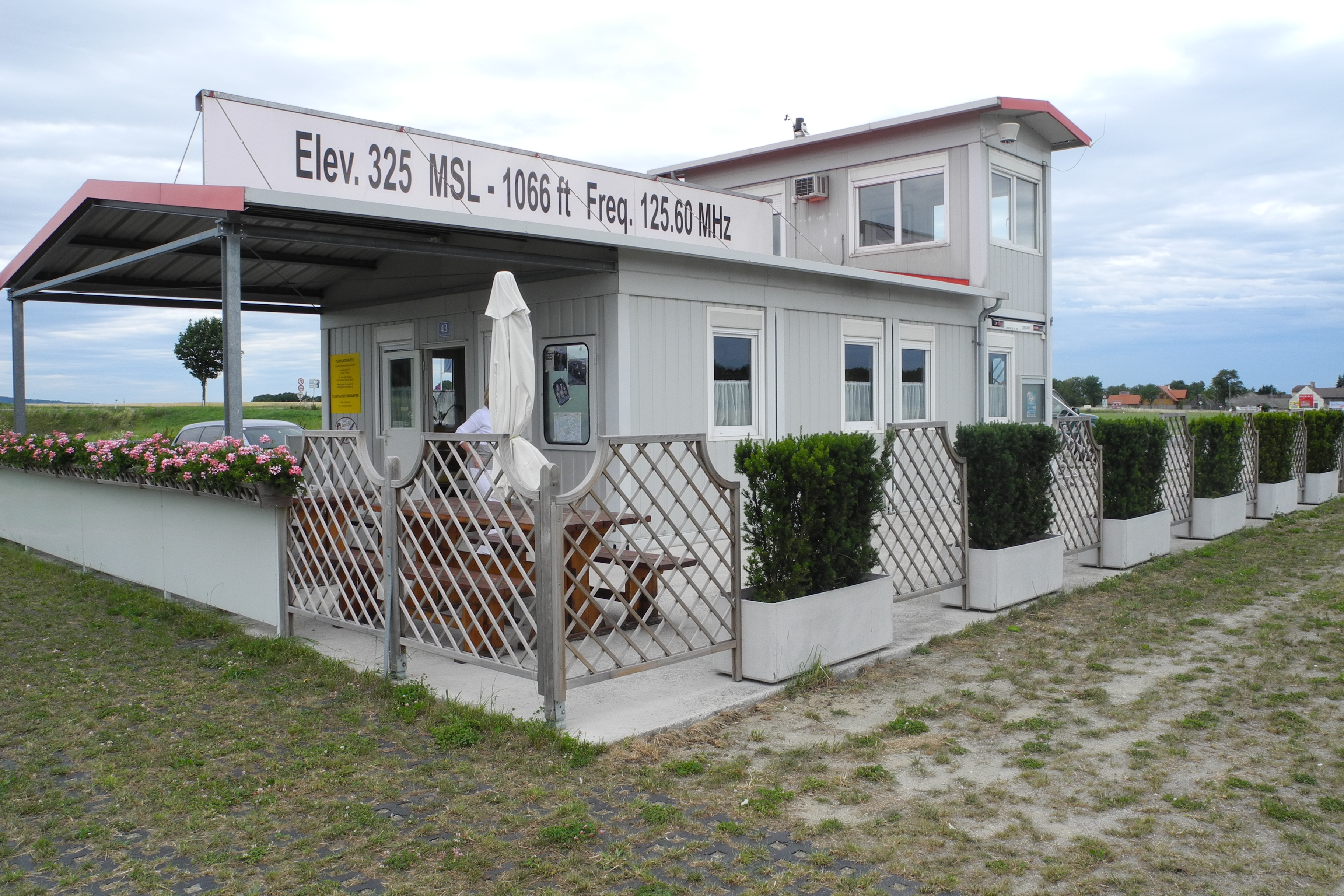
Das Vereinsgebäude
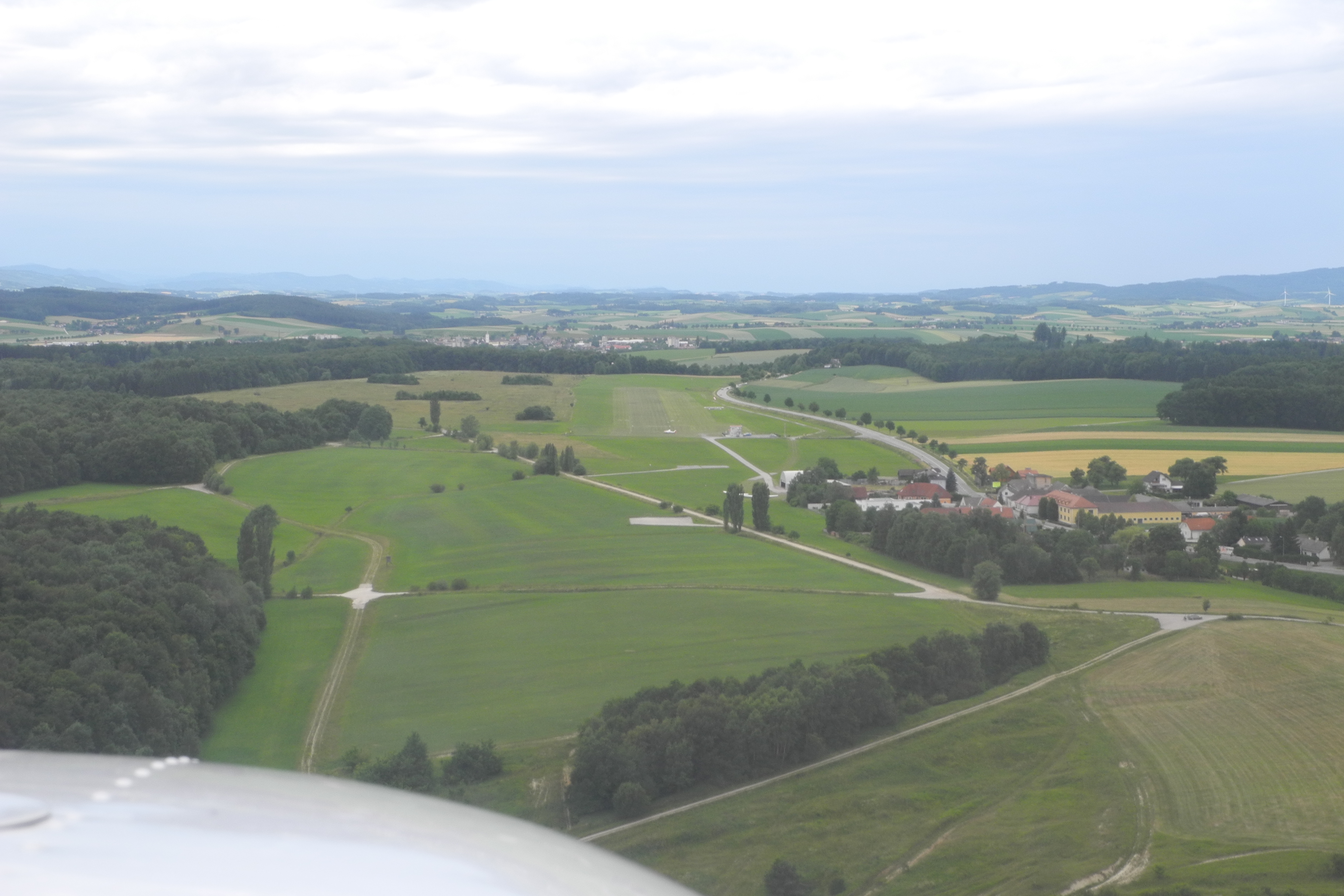
Anflug von Osten